# Rogério Corrêa (futbolista nacido en 1979)
Rogério Corrêa (Goiânia, 3 de enero de 1979) es un exfutbolista y entrenador brasileño, se desempeñaba como defensa y se retiró en 2007.

## Trayectoria
| Futbolista         |                              |      |      |
| País               | Club                         | Año  | Año  |
| Bandera de Brasil  | Santo André                  | 1999 | 1999 |
| Bandera de Brasil  | Goiânia                      | 2000 | 2001 |
| Bandera de Brasil  | Vila Nova                    | 2001 | 2001 |
| Bandera de Brasil  | Atlético Paranaense          | 2001 | 2006 |
| Bandera de Japón   | Shimizu S-Pulse              | 2005 | 2005 |
| Bandera de Brasil  | Goiás                        | 2006 | 2006 |
| Bandera de Brasil  | Atlético Paranaense          | 2007 | 2008 |
| Bandera de Ucrania | Mariupol                     | 2008 | 2008 |
| Bandera de Brasil  | Bahia                        | 2009 | 2010 |
| Bandera de Brasil  | Joinville                    | 2009 | 2009 |
| Bandera de Brasil  | Anapolina                    | 2010 | 2010 |
| Entrenador         |                              |      |      |
| País               | Club                         | Año  | Año  |
| Bandera de Brasil  | Anapolina                    | 2011 | 2011 |
| Bandera de Brasil  | J. Malucelli (Sub-20)        | 2013 | 2013 |
| Bandera de Brasil  | Goiânia (Sub-20)             | 2016 | 2016 |
| Bandera de Brasil  | Atlético Paranaense (Sub-17) | 2018 | 2019 |
| Bandera de Brasil  | Votuporanguense              | 2021 | 2021 |
| Bandera de Brasil  | Atlético Goianiense (Sub-20) | 2021 | 2022 |
| Bandera de Brasil  | Marcílio Dias                | 2022 | 2023 |
| Bandera de Brasil  | Marília                      | 2023 | 2023 |
| Bandera de Brasil  | Votuporanguense              | 2024 | Act. |

## Palmarés

### Como futbolista
| Título                | Club                | Año  |
| --------------------- | ------------------- | ---- |
| Campeonato Gaúcho     | Vila Nova           | 2001 |
| Campeonato Brasileño  | Atlético Paranaense | 2001 |
| Campeonato Paranaense | Atlético Paranaense | 2002 |
| Campeonato Paranaense | Atlético Paranaense | 2005 |
| Campeonato Goiano     | Goiás               | 2006 |

### Como entrenador
| Título              | Club          | Año  |
| ------------------- | ------------- | ---- |
| Copa Santa Catarina | Marcílio Dias | 2022 |